# Teresa Arkel
Therese Blumenfeld (Lemberg, Imperio Austrohúngaro, actual Ucrania, 1861 - Milán, julio de 1929) fue una soprano austriaca, conocida con el nombre artístico de Teresa Arkel.
Estudió en el conservatorio de su ciudad natal, y posteriormente en Viena con Luise Dustmann. En 1883 debutó en Lemberg, en concierto. Debutó en escena al año siguiente como Valentina de Les Huguenots. En 1885 apareció con gran éxito en la ópera de Varsovia en Aida, Il trovatore y L'Africaine. A partir de 1886 aparece en Viena, París, Praga, Budapest o Hamburgo. En 1890 actuó en Madrid y Bilbao, y en 1892 en Barcelona. En 1894 canta Otello y Lohengrin en el Teatro Colón de Buenos Aires.
En el Teatro Real de Madrid fue especialmente querida, y apareció en varias temporadas hasta 1902, cantando, entre otros títulos, el estreno de Giovanna la pazza (Juana la Loca), de Emilio Serrano, en 1890, y una reposición de Los amantes de Teruel, de Tomás Bretón en 1894.
En 1891 debutó en la Scala de Milán como Venus en Tannhäuser, junto a Hariclea Darclée (Elisabeth). En los años siguientes cantó en la Scala Otello y Norma.
En 1900, canta Brünnhilde de Götterdämmerung en el Teatro Carlo Felice de Génova. Poco después se retira de los escenarios y abre en Milán una escuela de canto. Entre sus alumnas se puede mencionar a Claire Dux, Lucette Korsoff, Eugenia Bronskaja e Irene Eden.
Entre 1903 y 1905 realiza algunas grabaciones en Milán, entre ellas fragmentos de Mefistófeles, Il trovatore, Les pecheurs de perles, L'Africaine o Norma.